# Lorenzo Suscipj
Lorenzo Suscipj (1802, Řím – 1885) byl italský malíř a fotograf, průkopník fotografie v Itálii.

## Životopis
O Lorenzovi Suscipjovi je dostupných velmi málo informací, ale mohl by být pravděpodobně prvním umělcem v Římě, který použil nový vynález daguerrotypie a pořídil první panoramatický snímek v Itálii.
Víme, že filolog, fonetický vědec a anglický cestovatel Alexander John Ellis podnikl cestu do Itálie v letech 1840 a 1841 a právě v Římě dostal nápad vytvořit měsíčník s názvem L'Italia in Daguerreotipo (Italy Daguerreotyped) přímo z města a požádal Achilla Morelliho a Suscipje, aby fotografovali architekturu města. Suscipj byl v těch letech již známým malířem krajin. Ellis naplánoval, jak by měl časopis vypadat: musel obsahovat 32 obrázků a pod každým z nich muselo být uvedeno datum, název fotografované budovy a stručný popis, odkud byl pořízen. Velikost publikace zvolil ve formátu 15×20 cm. Vydána měla být v roce 1845, ale nikdy vydána nebyla. Neznáme důvody, můžeme předpokládat, že Ellis poté, co se dozvěděl, že ostatní před ním, v Paříži, vydali podobný časopis, ztratil zájem, protože už to nebyla novinka. Nebo si můžeme myslet, že jako filolog byl v tomto sektoru velmi zaneprázdněn, že už neměl čas svůj projekt kultivovat.
V červnu 1841 víme, že Suscipj byl autorem nejstarší panoramatické fotografie vyrobené v Itálii, sestávající z osmi velkých daguerrotypií, 30 x 35 cm, pořízené z vrcholu kostela San Pietro v Montoriu. Vojenskou službu absolvoval v roce 1847 v hodnosti desátníka v 6. rotě Občanské stráže a měl jako seržanta malíře Gioacchina Altobelliho, který by se po roce 1858 stal také fotografem.
Ačkoli nadále fotografoval římskou klasickou architekturu, to, co Suscipje a jeho ateliér proslavilo, byla komerční aktivita portrétisty, protože před jeho daguerrotypickou fotografickou kamerou pózovala většina římské buržoazie díky nové módě portrétu se slavnostním oblečením. To bylo možné především díky novým technickým objevům, které umožnily zhotoviz negativ a posléze už ne pouze jednu kopii. Nejen to, ale zavedení kalotypie a kolodiový proces umožnilo výrazně snížit rychlost závěrky, jak je uvedeno v reklamě, která Suiscipj sám publikoval zveřejněním v římském deníku Diario Ordinario dne 21. června 1842, který zněl Optik a strojník na Via del Corso 182, kromě toho, že provozuje svůj obchod,... a co je v těchto profesích nejžádanější, provádí portréty strojem Daguerreotype v rozmezí 15 až 35 sekund... pomocí nejnovějšího vynálezu Mr. Fizeau. Přičemž v reklamě zmiňoval vynález s využitím chloridu zlata, které Hippolyte Fizeau představil pařížské Akademii věd již v březnu 1840.
Oznámení pokračovalo údaji o ceně a různých službách fotografa (skupinové portréty, provize za pohledy na Řím a jeho okolí, sochy interiérů ateliérů a další), což byla činnost, ve které pokračoval až do své smrti v roce 1855, poté, co získal další důležitý úspěch reprodukcí fresky Guida Reniho zobrazující Auroru v paláci Pallavicini Rospigliosi
Suscipjovo studio bylo v těch letech v Římě proslulé natolik, že po jeho smrti pokračovalo v činnosti vedené jeho manželkou Virginií De Andreis a dětmi až do počátku 20. století. To pravděpodobně přispělo k tomu, že i v posledních letech byly publikovány některé nesprávné informace, například o tom, že fotografovi byly chybně připisovány snímky „analogicky“ i v pozdějších obdobích nebo na základě ne zcela ověřených podpisů. Existují také portréty roztroušené v různých soukromých sbírkách. Dalším prvkem, který způsobil zmatek, byl prvek týkající se data jeho smrti. Existují autoři, kteří datum jeho smrti umístili do roku 1885 , někteří „do roku 1893 a později“ a někteří dokonce do roku 1901.

## Pocty
V roce 1999 magistrát Říma z iniciativy Výboru pro podporu fotografie zasvětil oblast Grottaperfetta fotografii a pojmenoval ulice podle některých fotografů, včetně zahrady zvané „Parco della Fotografia“. V názvech ulic se kromě jména Lorenzo Suscipj objevili také Louis Daguerre, Tina Modotti, Giacomo Caneva, Giacomo Brogi nebo Giorgio Sommer.

## Muzea a veřejné sbírky
- Muzeum J. Paula Gettyho[13]
- Národní muzeum výtvarného umění v Quebecu[14]

## Galerie

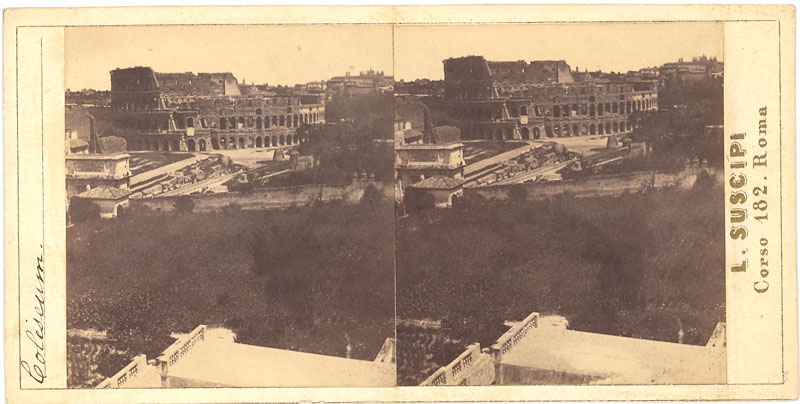
Římské Koloseum, daguerrotypie
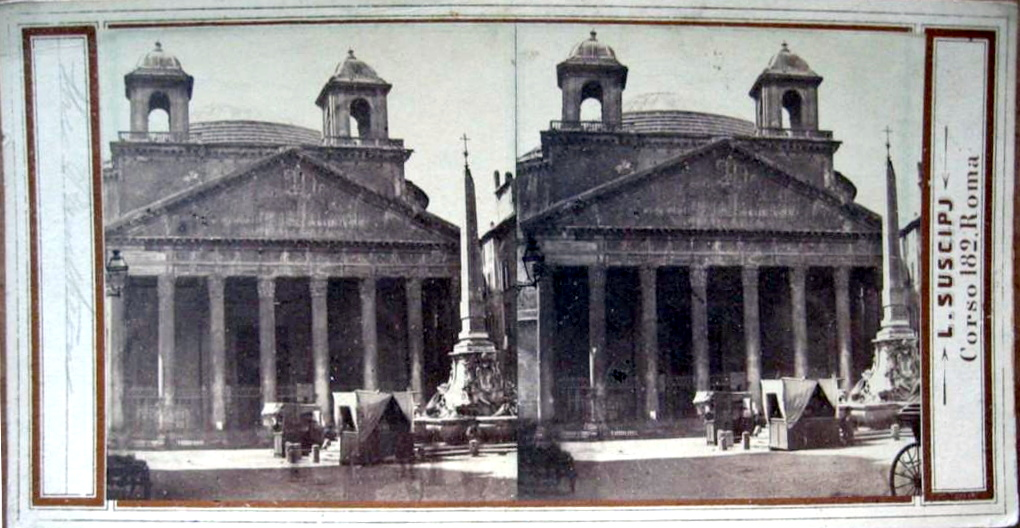
Pantheon
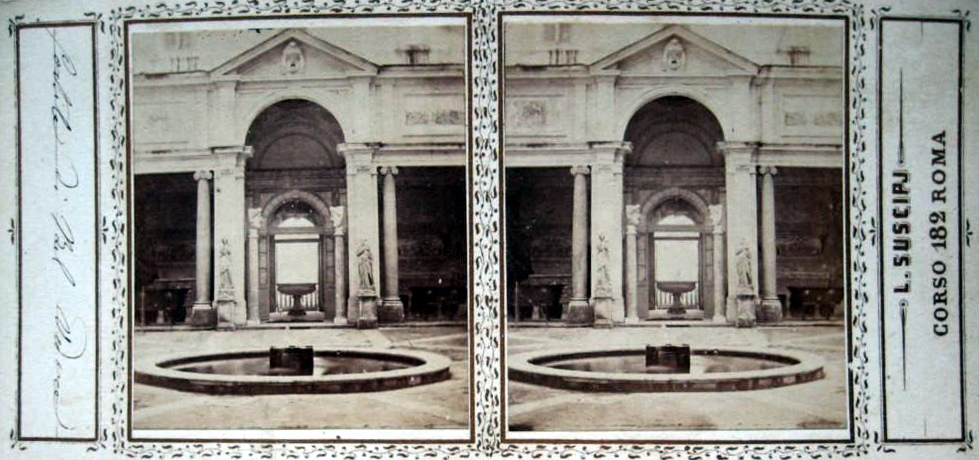
Cortile Ottagono
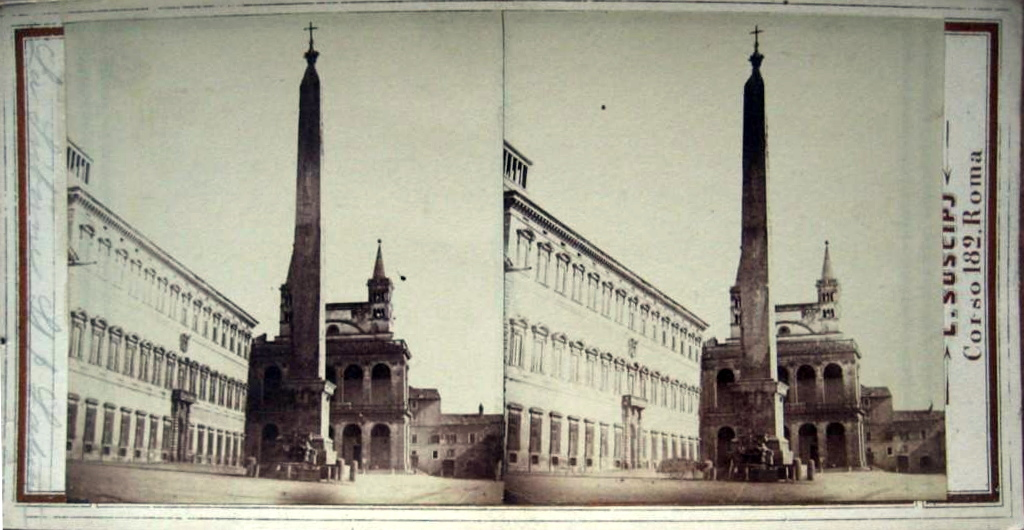
Lateránský palác
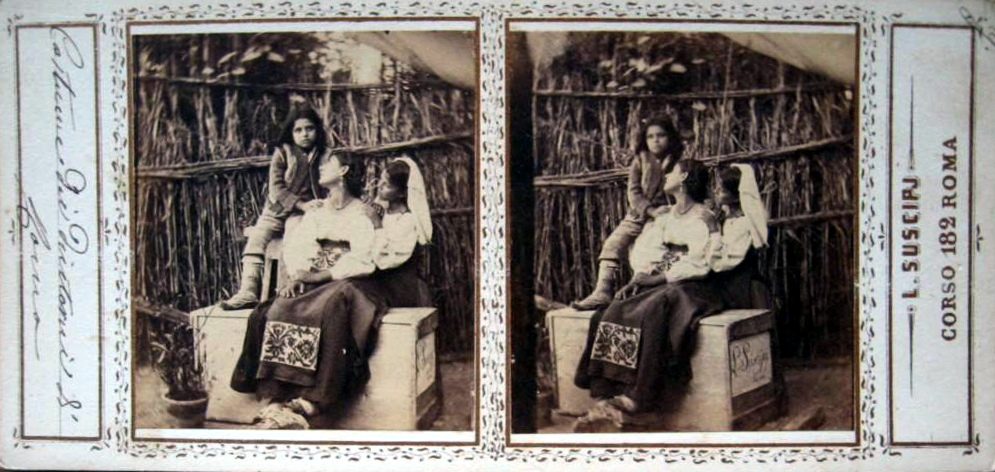
Costumi dei dintorni di Roma
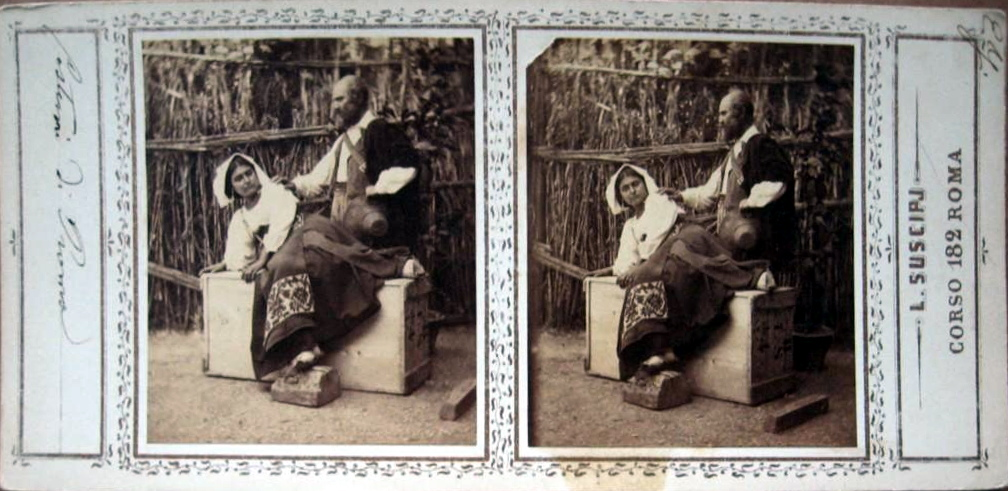
Pastori di Roma